# Kate Johnston
Pour les articles homonymes, voir Kate et Johnston.
Kate Johnston est une réalisatrice, productrice et scénariste canadienne.

## Filmographie
| année | film       | réalisatrice | productrice | scénariste | notes         |
| ----- | ---------- | ------------ | ----------- | ---------- | ------------- |
| 2011  | Slow Burn  |              | Oui         |            | court métrage |
| 2012  | Margarita  |              | Oui         |            | long métrage  |
| 2013  | Tru Love   | Oui          | Oui         | Oui        | long métrage  |
| 2013  | Stormcloud | Oui          | Oui         | Oui        | court métrage |